# 指代
在語言學中，指代（英語：coreference）是用代词或名词替代出现过的字词，以避免它们重複出現在句子上，導致語句結構過於贅述和語意不夠清晰。
“指代”在各门学科的专门用语上，也指用抽象概念代替具体事物。

## 範例
舉例：
The handsome boy stared at Mary and said nothing: he seemed offended by her manner.

此處的"The handsome boy"與"he"意指為同一人；"Mary"與"her"意指為另同一人。

## 指代消解
在計算語言學中，指代消解（Coreference Resolution）是一個很重要的議題，一般被應用於處理資訊檢索中的前處理部份，主要是找回原先被替換過的字詞，為了避免重要的字詞因指代的因素而造成權重計算降低的問題，例如：以中文維基百科中的北極熊條目為例，如下所示，由於指代的因素，其文中原為北極熊之意的字詞會被代換成白熊、熊、牠和肉食動物等等的字眼，如此的表示方式，在權重計算上會產生因為北極熊此字詞出現次數過於稀少，而導致資訊檢索系統誤判為不是描述北極熊文件，因此，透過指代消解的處理，可以將被替換過的字詞還原成原有的意思，以提高權重計算的次數，增加檢索的正確性。
- 北極熊又稱白熊，是在北極裡生長的熊，牠是陸上最龐大的肉食動物。在牠生存的空間裡，牠是食物鏈最頂層。牠擁有極厚的脂肪及毛髮來保暖，其白色的外表在雪白的雪地上是良好的保護色，而且牠可以在陸上及海上捕捉食物，因此牠能在北極這種極嚴酷的氣候裡生存。

## 外部連結
- Illinois Coreference Package Coreference resolution package implemented in Java. Demo